# گرتسه
گِرتسِه (به مجاری:  Gérce) یک شهرداری در مجارستان است که در واش واقع شده‌است. گرتسه ۱۸٫۳۰ کیلومتر مربع مساحت و ۱٬۱۸۹ نفر جمعیت دارد.